# Carlos Humberto Pederneiras Corrêa
Carlos Humberto Pederneiras Corrêa (Florianópolis, 11 de abril de 1941 — La Paz, 24 de novembro de 2010) foi um historiador brasileiro.

## Carreira
Foi presidente do Instituto Histórico e Geográfico de Santa Catarina e membro da Academia Catarinense de Letras.
Morreu em novembro de 2010, em La Paz, na Bolívia.

## Publicações
- História oral: Teoria e técnica. Florianópolis: Editora da UFSC, 1978.
- Santa Catarina, um estado entre duas repúblicas: a luta política num período de mudanças ideológicas
- Os Governantes de Santa Catarina de 1739 a 1982. Florianópolis: Editora da UFSC, 1983
- História de Florianópolis - Ilustrada, 2ª Edição. Florianópolis: Insular, 2005
- Jerônimo Coelho - Um liberal na formação do II Império. Florianópolis: Insular, 2006